# Марин-Сити
Марин-Сити (англ. Marin City) — невключённая территория в округе Марин, штат Калифорния, США. Марин-Сити расположен в 2,4 км (1,5 мили) к северо-западу от центра города Сосалито
, на высоте 7 метров (23 футов). Площадь города составляет 2,3 км² (0,90 миль²). Марин-Сити начали строить в 1942 году, чтобы разместить военных рабочих верфи и других иммигрантов в Калифорнии. После войны область стала преимущественно афро-американской, так как белые жители могли свободно переехать в частные дома в других районах Марин. С 1980-х годов, благодаря увеличению рабочих мест, стал увеличиваться рост населения. Население в 2000 году составляло 2560 человек. Социально-экономический и расовый состав Марин-Сити главным образом контрастирует с богатыми и белыми поселениями в округе Марин. В 2004 были высоки уровни бедности, преступлений и использования наркотиков. В 90-х годах Марин-Сити стал известен, благодаря тому, что здесь жил Тупак Шакур.

## История
До Второй мировой войны на земле, ставшей Марин-Сити, располагалась молочная ферма, где жили несколько семей. Вскоре после объявления войны 8 декабря 1941, Марин-Сити, основанный Бреттом Мариным, был быстро построен в течение 1942 года, чтобы предоставить 6000 жилищ 20 000 рабочим, мигрировавших из всех уголков Соединенных Штатов и привлеченных на работу в Мариншип. В общей сложности на заводе были построены 93 танкера и суда, которые были запущены меньше чем через три года.
Многие афро-американские рабочие верфи, которые мигрировали из южной части США, оставались жить надолго в Марин-Сити. Это происходило либо по собственному желанию, либо по причине того, что большинству чёрных семей не разрешалось жить и покупать дома в соседних городах из-за расизма. Они стали основой общества, когда большинство других рабочих в конце войны покинуло Марин-Сити. Во время неё, негры составляли приблизительно 10 % населения. В 1970-х они стали составлять более трех четвертей жителей, у большинства которых прослеживаются корни рабочих Мариншип.

## География
Марин-Сити расположен в 37°52’07" с.ш., 122°30’33" з.д. Находится приблизительно в 8 километрах (5 милях) к северу от Сан-Франциско.

## Правительство
Муниципальный орган управления Марин-Сити — Общественная Районная Служба Марин-Сити (англ. Marin City Community Services District), калифорнийская многоцелевая специальная служба, которой управляет публично избранный совет директоров с пятью участниками и регулируется руководителем района. По состоянию на февраль 2006 года Менеджером Района является Джонатан Логан младший, а Президент Совета — Мэлвин Аткинс.
Привилегированный в 1958 году MCCSD несет ответственность за предоставление услуг в областях парков, местах отдыха, уличного освещения, переработки и утилизации мусора.
Полный операционный доход MCCSD в течение бюджетного 2005—2006 года составлял 613 000 долларов США.

## Население
По данным переписи населения США 2000 года, афро-американское население Марин-Сити составляло 38,6 %. Белокожие составляли 32,5 %, азиаты 9,0 %; латиноамериканцы 7,8 %, индейцы 1,4 %; выходцы с островов Тихого океана 0,8 %; некоторые другие расы 1,5 %, смесь двух и более рас 8,3 %. В 2000 году население составляло 2560 человек. Сейчас в Марин-Сити живет около 3000 человек.

## Известные Жители
Джордж Дюк родился в Сан-Рафаэле и вырос в Марин-Сити.
Покойный рэпер Тупак Шакур жил в Марин-Сити в течение нескольких лет в 1980-х годах, иногда посещая среднюю школу Тамалпаис. Он время от времени возвращался в этот район после того, как становится известным. Включая печально известный инцидент в 1992 году, когда при стрельбе в конкурирующую группу, случайно был убит шестилетний свидетель Qa’id Walker-Teal.
Джек Кероуэк остановливался в Марин-Сити и близлежащей Милл Валли во время своего путешествия в 1940-х и 1950-х. (Он объединил имена этих двух мест в «Милл-Сити» в своей книге На Дороге. Измотавшийся поэт Лью Велч жил в Марин-Сити в 1960-х годах. Джазовый историк Гровер Сэйлс был его ближайшим соседом.
Бола Сете (при рожд. Джальма де Андраде) был чёрным бразильским гитаристом. Он купил дом на склоне в Марин-Сити и жил там незадолго до своей смерти. Его жена, художница Энн Сет продолжает жить в Марин-Сити.
Писательница Энн Лэмотт жила в Марин-Сити, когда писала книгу Журнал Моего Годовалого Сына (англ. Operating Instructions: A Journal of My Son's First Year). Хотя Энн была белокожей, она чувствовала, что афроамериканцы к ней относятся хорошо. Они не возражали против того, что она была матерью-одиночкой.

## Образование
Марин-Сити обслуживается окружной школой Сосалито Марин-Сити для начальных классов (K-8) и средней объединенной окружной школой Тамалпаис для средних классов.
Классы K-6 посещают или Начальную школу Бейсайд или академию Уиллоу Крик (общественная чартерная школа), обе находятся в Сосалито. Классы 7-8 обучаются в академии Мартина Лютера Кинга младшего или в академии Уиллоу-Крик. 9-12 классы посещают среднюю школу Тамалпаис в Милл Валли.
В Марин-Сити также есть городская библиотека, филиал свободной библиотеки округа Марин.

## Жильё
Дома, проданные в Марин-Сити, часто маркируются как расположенные в Сосалито, так как Марин-Сити и Сосалито имеют индекс 94965, телефонные префиксы 331 и 332 и окружную школу Сосалито Марин-Сити. Большинство домов в Марин-Сити были построены в 1970-х, 80-х и 90-х годах после того, как большая часть временного жилья для рабочих Мариншип была снесена.

## Бизнес
Известный блошиный рынок аэрин-Сити был принудительно закрыт в середине 1990-х годов, несмотря на протест общества. Это было сделано, чтобы освободить место для Торгового центра Гейтвейт.
MCCSD запланировали запуск небольших Марин-Сити Маркет Фест по выбранным субботам летом 2006 года.